# HD196425
HD196425 — хімічно пекулярна зоря спектрального класу A7, що має видиму зоряну величину в смузі V приблизно  7,5.
Вона  розташована на відстані близько 596,3 світлових років від Сонця.